# موسى بالوكو
موسى سيكا بالوكو هو مقاتل أوغندي والزعيم الحالي للقوات الديمقراطية المتحالفة ، وهي جماعة متمردة في أوغندا وجمهورية الكونغو الديمقراطية . تولى منصب قائد قوات الدفاع الديمقراطية بعد اعتقال زعيمها السابق جميل موكولو في تنزانيا عام 2015.
وتخضع بالوكو لعقوبات الأمم المتحدة والولايات المتحدة بسبب أنشطتها الإرهابية.